# Burwell Colbert
Burwell Colbert (24 de diciembre de 1783-1862), también conocido como Burrell Colbert, era un afroamericano esclavizado en Monticello (Virginia), las plantaciones en el sur de Estados Unidos, propiedad de Thomas Jefferson. Allí desempeñó un papel importante en la operación diaria y el mantenimiento de las propiedades de Jefferson, incluido Poplar Forest, como mayordomo, ayuda de cámara personal, vidriero y pintor. Era hijo de Betty "Bett" Brown, el segundo hijo de  Elizabeth "Betty" Hemings, la matriarca de los  Hemings una familia en los Estados Unidos. El presidente Jefferson lo tenía en alta estima como un "siervo fiel" que estaba "absolutamente exento del látigo". Cuando Jefferson murió la noche del 4 de julio de 1826, Colbert fue contado entre los que estaban junto a la cama del expresidente.
Según  Edmund Bacon, superintendente en jefe de Monticello durante casi dos décadas desde 1806 hasta 1822, "el Sr. Jefferson tenía un gran número de sirvientes favoritos, que eran tratados tan bien como podían, Burwell era el principal sirviente del lugar ". También se decía que Jefferson tenía "la más perfecta confianza" en su sirviente Colbert. Como tal, fue uno de los dos artesanos de Monticello que aportaron una distinción particular tanto en la operación de la finca como en la vida del maestro de Monticello, Thomas Jefferson. Él y su primo John Hemings fueron excepcionales en el sentido de que se les dio una asignación anual regular de $ 20 por año y se les permitió ir a las tiendas de  Charlottesville y elegir la ropa. Nadie más recibió este privilegio. Esto es notable porque los afroamericanos esclavizados generalmente recibían una asignación predeterminada de ropa y alimentos rudimentarios de su dueño, y no tenían libertad de elección en el asunto.
A Colbert finalmente se le dio su libertad en el testamento de Jefferson, y legó la suma de $ 300.00 para la compra de herramientas necesarias para continuar trabajando en su oficio. Se había casado con su prima hermana Critta Hemings con quien se convirtió en padre de ocho hijos. En 1819, Critta murió con solo treinta y seis años. Varios años después, en 1834, Burwell se casó con Elizabeth Battles, una mujer libre de color con quien tuvo tres hijas.
En libertad, Colbert trabajó como vidriero y pintor en la Universidad de Virginia, de la cual su antiguo maestro Jefferson había sido el fundador en 1819.

## Más lecturas
- Pierson, Hamilton W., "Jefferson en Monticello: La vida privada de Thomas Jefferson a partir de materiales completamente nuevos". Freeport, NY: Books for Libraries Press, 1862. Nota: Este trabajo incluye las memorias escritas por el propio Edmund Bacon dos años antes titulado "Mr. Sirvientes de Jefferson .
- Gordon-Reed, Annette,  Thomas Jefferson y Sally Hemings: una controversia estadounidense , W. W. Norton & Company, 2009. ISBN 0393337766, 97803933377612009
- Gordon-Reed, Annette, The Hemingses of Monticello: An American Family, University of Virginia Press, 1997. ISBN 978-0813918334
- Rinaldi, Ann, Wolf by the Ears, 1993.